# Пресиг
Пресиг (њем. Pressig) град је у њемачкој савезној држави Баварска. Једно је од 18 општинских средишта округа Кронах. Према процјени из 2010. у граду је живјело 4.190 становника. Посједује регионалну шифру (AGS) 9476164.

## Географски и демографски подаци
Пресиг се налази у савезној држави Баварска у округу Кронах. Град се налази на надморској висини од 372 метра. Површина општине износи 53,2 km². У самом граду је, према процјени из 2010. године, живјело 4.190 становника. Просјечна густина становништва износи 79 становника/km².

## Међународна сарадња
| Мјесто                      | Држава   | Врста сарадње | Од    |
| --------------------------- | -------- | ------------- | ----- |
| Маркт Валерн ан дер Тратнах | Аустрија | партнерство   | 1984. |
| Извор                       |          |               |       |